# Семикарточный стад
Семикарточный стад (англ. Seven-card stud) — вариант покера. До того как распространился техасский холдем, он был самым популярным вариантом покера в США.

## История
Семикарточный стад вошёл в обиход азартных игроков в период Гражданской войны в США. Особенно распространён он был среди жителей Конфедерации («Юга»). Одно время он конкурировал с Дро-покером, но впоследствии стал наиболее популярной карточной игрой Америки. Пик популярности стада достиг в период Второй мировой войны. С 1931 года (когда в штате Невада были разрешены азартные игры) и до 1941 года он стал основной карточной игрой во всех казино. В 1980-х годах на смену стаду по популярности пришёл Техасский холдем.

## Комбинации
Для начала стоит сказать об использовании покерных комбинаций в играх:
- Традиционные «хай» — комбинации используются в омахе, холдеме, пятикарточном дро-покере и в семикарточном стад покере.
- Калифорнийские комбинации «от туза до пятёрки» или лоуболл-комбинации используются в омахе хай-лоу, раззе и в стаде хай-лоу для лоу рук.

Иерархия комбинаций в стад покере стандартная:
1. Старшая карта.
2. Пара. Две карты одного ранга.
3. Две пары. Две карты одного ранга, две карты другого.
4. Тройка. Три карты одного ранга.
5. Стрит. Пять карты по достоинству следующих друг за другом.
6. Флеш. Пять карт одной масти.
7. Фул хауз. Пара плюс тройка.
8. Каре. Четыре карты одного ранга.
9. Стрит-флеш. Пять последовательных по достоинству карт одной масти.
10. Роял Флеш. Пять карт от 10 до туза одной масти.

## Ход игры
Игра проходит следующим образом:
- Все игроки вносят небольшую начальную ставку (анте).
- Каждый игрок получает по две закрытых и одну открытую карту.
- Игрок с наименьшей картой обязан сделать бринг-ин и поставить либо половину минимальной ставки, либо полную ставку. Если у двух или более открыты карты одинакового ранга, то бринг-ин должен сделать игрок с наиболее слабой мастью (в порядке убывания: пики, черви, бубны, трефы)
- Каждый игрок получает одну открытую карту (четвёртую улицу).
- Игрок с наилучшей комбинацией из двух открытых карт первым делает ставку.
- Каждый игрок получает одну открытую карту (пятую улицу).
- Игрок с наилучшей комбинацией из трёх открытых карт первым делает ставку.
- Каждый игрок получает одну открытую карту (шестую улицу).
- Игрок с наилучшей комбинацией из четырёх открытых карт первым делает ставку.
- Каждый игрок получает последнюю закрытую карту.
- Игрок с наилучшей комбинацией из четырёх открытых карт первым делает ставку.
- Банк выигрывает игрок с наилучшей пятикарточной комбинацией.

## Семикарточный стад хай-лоу
Семикарточный стад хай-лоу (англ. Seven-card stud Hi-low) — вариант семикарточного стада. В отличие от семикарточного стада банк делится на две равные части, хай банк выигрывает игрок, собравший самую сильную комбинацию. Для составления самой сильной и самой слабой руки игрок может использовать разные карты, при этом для слабой комбинации действует правило «8 или лучше», чтобы претендовать на выигрыш лоу банка у него должна быть комбинация из карт не старше восьмерки, если ни один из игроков не смог собрать комбинацию из карт не старше восьмерки, то весь выигрыш переходит к игроку с наиболее сильной комбинацией.

## Миссисипи Стад
Миссисипи Стад — набирающий популярность вариант семикарточного стада, в нём отсутствует раунд ставок между четвёртой и пятой улицей, устанавливая только четыре круга торговли. Также в этом варианте последняя карта раздается в открытую. Это делает Миссисипи Стад более похожим на техасский холдем, чем на семикарточный стад.

## Разз
Разз (англ. Razz) — не очень популярный вариант семикарточного стада. В отличие от семикарточного стада, цель игроков состоит в том, чтобы собрать наиболее слабую комбинацию (при этом, стриты и флэши не учитываются). Правила торговли также изменены бринг-ин делает игрок с самой старшей картой, а в последующих кругах торговли первым ставку делает игрок с наихудшей комбинацией открытых карт.